# Arau
Arau est une ville de Malaisie, située dans l'État de Perlis dont elle est la capitale royale.